# Catherine Forster
Catherine Forster es una paleontóloga, taxónomo y experta en la evolución de los ornithopodos y la taxonomía de Triceratops.
Es profesora asociada en biología de la Universidad George Washington. Realizó sus estudios en la Universidad de Minnesota en 1982, seguido por un máster. en 1985 y un doctorado en 1990 de la Universidad de Pensilvania, Es conocida en gran parte por la búsqueda de fósiles de aves únicas que junto con sus colegas han encontrado y descrito de Madagascar.